# 锉吻海康吉鳗
锉吻海康吉鳗（学名：Bathymurus simus）为康吉鳗科海康吉鳗属的鱼类。分布于台湾岛等。